# Бейли, Джоанна
Джоанна Бейли (англ. Joanna Baillie, 11 сентября 1762, Босуэлл, близ Глазго — 23 февраля 1851, Хэмпстед) — шотландская поэтесса и драматург-романтик.

## Биография
Джоанна Бейли, младшая из трёх братьев и сестёр, родилась в 1762 году. Отец — пресвитерианский священник, профессор богословия в Университете Глазго, мать — из семьи потомственных медиков. Родная сестра Мэттью Бейли, известного английского врача и ученого. С 10 лет училась в Глазго, проявляя способности к рисованию, музыке и математике, но в наибольшей мере — к словесности и сценическому искусству. С 1784 Джоанна с матерью и сестрой (отец к тому времени скончался) поселилась в Лондоне. Через свою тетку, хозяйку литературного салона, Джоанна вошла в литературное общество Лондона, познакомилась с Фанни Бёрни, Элизабет Картер и др. Начала писать стихи и драмы.
В 1802 Джоанна Бейли переселилась в Хэмпстед. После смерти матери Джоанна с сестрой сформировали вокруг себя литературное и научное общество, другом и корреспондентом писательницы стал Вальтер Скотт, высоко ценивший её стихи и драмы, назвавший её «шотландским Шекспиром» и многократно использовавший произведения Бейли в эпиграфах к своим романам (самая известная пьеса Бейли «Семейная легенда» появилась в 1810 с предисловием В. Скотта). За несколько недель до её смерти из печати вышел том, в котором было собрано всё ею написанное (1851).

## Признание
Стихи, песни и драмы Бейли пользовались известностью. На 10 её стихотворений написал музыку Бетховен. В её пьесах играли крупнейшие актеры эпохи — Сара Сиддонс, Эдмунд Кин, Джон Филип Кембл. В последние годы интерес к её театру, отмеченному романтической готикой, заметно растёт.
11 сентября 2018 года Google выпустил дудл к 256-летию со дня рождения поэтессы.

## Прижизненные издания

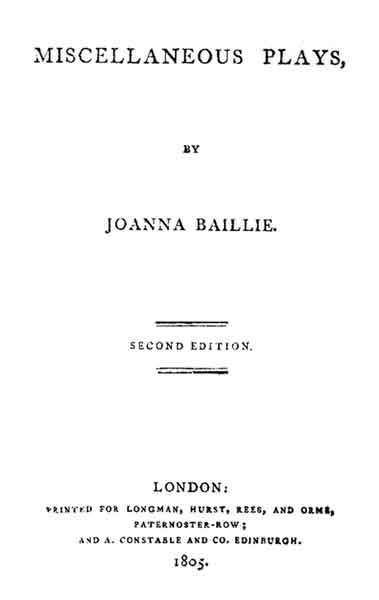
Титульный лист томика пьес Джоанны Бейли, 1805

### Стихи
- Poems: Wherein it is Attempted to Describe Certain Views of Nature and of Rustic Manners (1790)
- Metrical Legends of Exalted Characters (1821)
- Fugitive Verses (1840)

### Драмы
- Plays on the Passions (3 тт., 1798—1812)
- Miscellaneous Plays (1804)
- Dramatic Poetry (3 тт., 1836)

### Собрание сочинений
- Dramatic and Poetical Works (1851)

## Новейшие издания
- The Dramatic and Poetical Works. New York: Georg Olms, 1976 (факсимиле издания 1851)
- The Selected Poems of Joanna Baillie 1762—1851/ Jennifer Breen, ed. Manchester: Manchester UP, 1999